# Wolemitol
Wolemitol – organiczny związek chemiczny, alkohol polihydroksylowy o słodkim smaku (cukrol).